# جائزة ألمانيا الكبرى 1999
جائزة ألمانيا الكبرى 1999 هو سباق فورمولا 1 أقيم بتاريخ 1 أغسطس 1999 في هوكنهايم، ألمانيا. كان العاشر من أصل 16 في بطولة العالم لسباقات الفورمولا واحد موسم 1999. حلّ البريطاني إدي إيرفين أولا بينما جاء الفنلندي ميكا سالو في المركز الثاني وحصل على المركز الثالث الألماني هاينز هارالد فرينتزين.